# Kattuputhur
Kattuputhur là một thị xã panchayat của quận Tiruchirappalli thuộc bang Tamil Nadu, Ấn Độ.

## Nhân khẩu
Theo điều tra dân số năm 2001 của Ấn Độ, Kattuputhur có dân số 11.115 người. Phái nam chiếm 50% tổng số dân và phái nữ chiếm 50%. Kattuputhur có tỷ lệ 70% biết đọc biết viết, cao hơn tỷ lệ trung bình toàn quốc là 59,5%: tỷ lệ cho phái nam là 79%, và tỷ lệ cho phái nữ là 60%. Tại Kattuputhur, 10% dân số nhỏ hơn 6 tuổi.